# M/Y Albertina
M/Y Albertina var en fritidsmotobåt från 1920, som ritades av Carl Gustaf Pettersson och byggdes på Bröderna Larssons varv och mekaniska verkstad, Kristinehamn.
M/Y Albertina byggdes som M/Y Inez II för Tore Bendz, som var ägare till Öberg & Son (Öbergs spelkortsfabrik) i Eskilstuna, som hade henne till sin död 1949, med hemmahamn i Mälarbaden. Hon såldes därefter till skräddarmästare Dawson i Eskilstuna. 

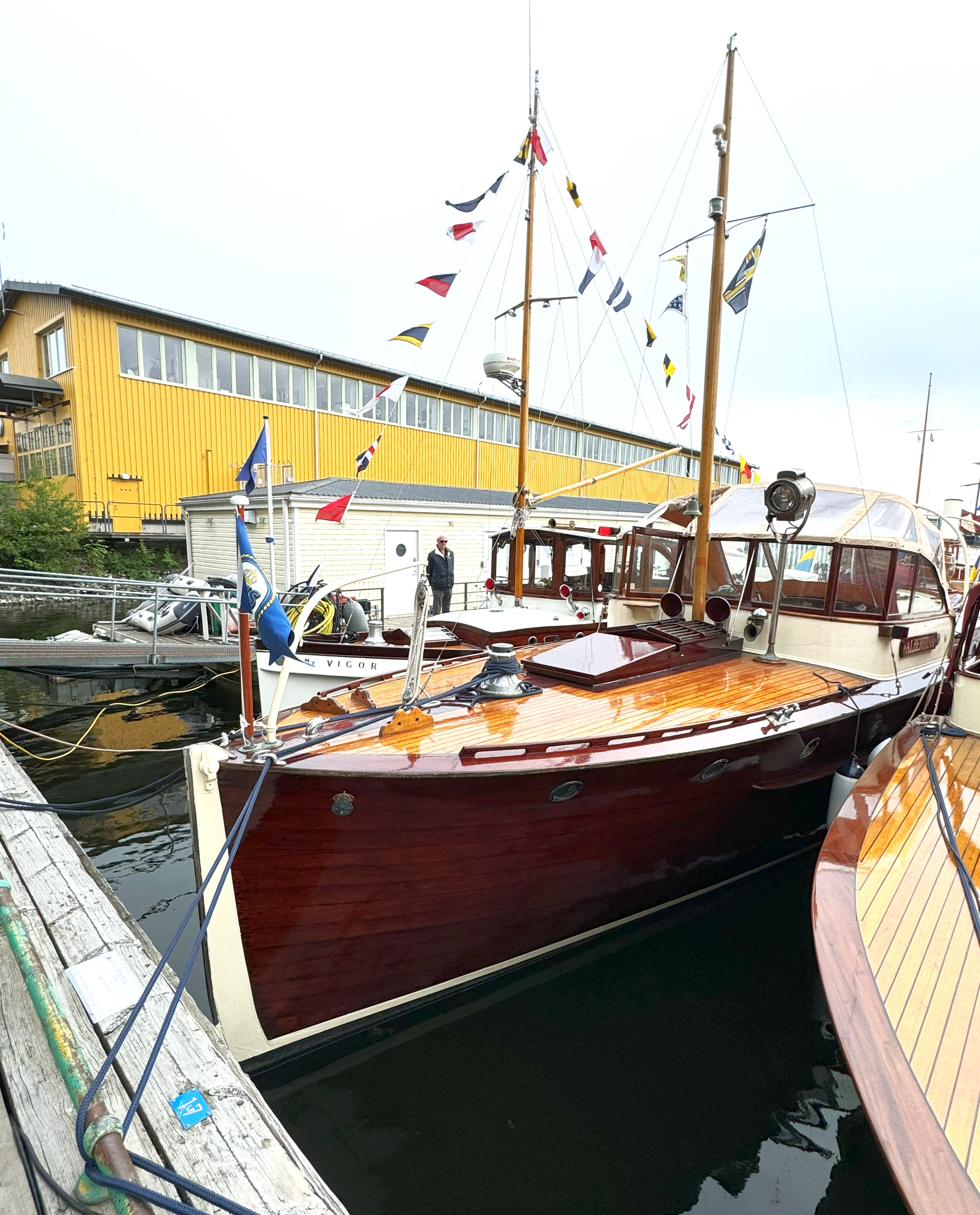
M/Y Albertina på Skärgårdsmässan i Wasahamnen i Stockholm, 2024